# Mladen Drijenčić
Mladen Drijenčić (* 9. Juli 1965 in Vareš, Bosnien und Herzegowina) ist ein deutscher Basketballtrainer.

## Trainerlaufbahn
Drijenčić war von 1994 bis 1998 als Trainer beim BBC Krefeld beschäftigt. 1998 wurde er vom SC Bayer 05 Uerdingen als hauptamtlicher Trainer eingestellt. Er betreute Jugendmannschaften und die erste Herrenmannschaft des Vereins, die er unter anderem zum Aufstieg in die 1. Regionalliga führte.
2009 wurde er erstmals in den Trainerstab der deutschen U18-Nationalmannschaft berufen und gehörte als Assistenztrainer zum Aufgebot der Auswahl für die Europameisterschaft in Frankreich. Auch in den Jahren 2010, 2011 und 2012 nahm er als Co-Trainer der deutschen U18-Auswahl an EM-Turnieren teil.
2010 wurde er vom Oldenburger TB verpflichtet, übernahm die Regionalliga-Mannschaft des Vereins als Cheftrainer und wirkte zudem im Jugendbereich. 2012 führte er die Herren als Meister der 1. Regionalliga Nord zum Aufstieg in die dritthöchste deutsche Basketball-Klasse, die 2. Bundesliga ProB. Der Name der Mannschaft war in Baskets Akademie Weser-Ems/Oldenburger TB geändert worden und unterstrich den Charakter als Talentschmiede für die Oldenburger Bundesligamannschaft.
In der Saison 2012/13 gelang „BAWE/OTB“ als Tabellenvierter der Nordstaffel der ProB der Einzug in die Meisterrunde, wo man in der ersten Runde ausschied. Drijenčić wurde vom Internetportal Eurobasket.com zum besten Trainer der Saison gekürt.
In der Folgespielzeit (2013/14) führte er die Mannschaft zum ProB-Meistertitel, erneut erhielt Drijenčić von Eurobasket.com die Auszeichnung als Trainer des Jahres. Der Verein verzichtete aber auf den Aufstieg in die ProA.
Bei der Europameisterschaft 2013 gehörte er als Assistent des damaligen Bundestrainers Frank Menz zum Stab der deutschen Nationalmannschaft.
In der Saison 2014/15 hatte Drijenčić „BAWE/OTB“ ins Playoff-Viertelfinale der ProB geführt, ehe er im März 2015 zum Cheftrainer der Bundesligamannschaft EWE Baskets Oldenburg befördert wurde, nachdem dort Sebastian Machowski entlassen worden war. Sein Nachfolger in der ProB-Mannschaft, Christian Held, führte die Oldenburger Nachwuchsmannschaft dann zum erneuten Titelgewinn in der ProB.
Drijenčić gewann wenige Wochen nach seiner Amtsübernahme mit den EWE Baskets Oldenburg in eigener Halle den deutschen Pokalwettbewerb. In der Bundesliga-Meisterrunde schied Oldenburg unter Drijenčić im Viertelfinale aus.
Am 27. Mai 2015 wurde sein Vertrag bei den EWE Baskets Oldenburg für die Nachfolgesaison, 2015/16, verlängert. Im Januar 2016 unterzeichnete er einen neuen Vertrag bis 2017 und verlängerte im Februar 2017 bis 2018. Drijenčić führte die Niedersachsen 2017 in die Endspielserie um die deutsche Meisterschaft, verlor diese aber gegen Bamberg.
Anfang Mai 2018 wurde Drijenčić von den Oldenburgern mit einer weiteren Vertragsverlängerung ausgestattet, er unterschrieb ein neues, bis 2020 laufendes Arbeitspapier. Er führte die Mannschaft im Spieljahr 2018/19 ins Halbfinale, dort unterlag man Berlin. Im Januar 2022 wurde Drijenčić in Oldenburg seines Amtes enthoben, die Mannschaft stand mit zwei Siegen und elf Niederlagen auf dem letzten Tabellenrang.
Anfang Februar 2023 wurde Drijenčić Trainer des vom Abstieg bedrohten Bundesligisten Medi Bayreuth. Ihm gelang es nicht, den Abstieg abzuwenden, Ende April 2023 stand dieser fest. Er betreute die Mannschaft anschließend in der 2. Bundesliga, im März 2024 kündigte Drijenčić an, die Oberfranken am Ende des Spieljahres 2023/24 zu verlassen. Im selben Monat wurde seine Rückkehr zu den EWE Baskets Oldenburg vermeldet, die Drijenčić eine Stelle im Nachwuchsbereich mit Dienstbeginn im Sommer 2024 verschafften. Nachdem der bisherige Trainer der Oldenburger Bundesligamannschaft, Pedro Calles, Anfang November 2024 beurlaubt worden war, übernahm Drijenčić erneut dieses Amt. Mit dem Abschluss der Saison 2024/25 endete seine Arbeit als Oldenburger Cheftrainer.

## Persönliches
Drijenčić entstammt der kroatischen Minderheit in Bosnien-Herzegowina. Er floh 1994 nach Deutschland und nahm später die deutsche Staatsbürgerschaft an. In Krefeld arbeitete er als Maschinenbautechniker und spielte Basketball beim BBC Krefeld sowie später beim SC Bayer 05 Uerdingen in der Regionalliga.
Sein Sohn Robert war Berufsbasketballspieler.